# 岡本祐次 (経済学者)
岡本 祐次（おかもと ゆうじ、1937年- ）は、日本の経済学者（専攻は経済原論および経済学史）。三重短期大学教授を経て、元学長。滋賀県出身

## 来歴
1962年関西大学経済学部卒業。1964年同大学院経済研究科修士課程修了。1965年兵庫県立西宮高等学校社会科教諭。1967年関西大学大学院経済研究科博士課程単位取得満期退学、関西大学経済・政治研究所客員研究員。1968年三重短期大学法経科専任講師（経済原論・経済学史・ゼミ担当）。1971年同法経科助教授。1976年同法経科教授、同付属図書館長。1978年同法経科長。1982年同付属図書館長再任。1983年同学長代理を経て、同年三重短期大学学長に就任。1988年全国公立短期大学協会副会長。1989年三重短期大学学長退任。1993年同学長代理を経て、同年三重短期大学学長に再任。1996年全国公立短期大学協会副会長再任。1997年三重短期大学学長退任。2002年放送大学教養学部客員教授・大学院文化科学研究科客員教授。2003年三重短期大学停年退官。同名誉教授。高田短期大学教養学科客員講師。2007年放送大学・高田短期大学退任。関西大学校友会三重中勢支部長。2018年同退任。

## エピソード
1976年から1978年まで菱山泉の下で国内留学して、薫陶を受けた。

## 受賞歴
- 2000年文部大臣表彰
- 2003年厚生労働大臣表彰[6]
- 2013年瑞宝中綬章（教育研究功労）受章[7][8]

## 注
1. 1 2  雨宮照雄「献辞」『三重法経　No122』三重短期大学法経学会　2003.12.27　巻頭p16
2. 1 2  以上につき「岡本先生の経歴」『三重法経　No122』三重短期大学法経学会　2003.12.27　巻頭p2
3. ↑  以上につき「岡本先生の経歴」『三重法経　No122』三重短期大学法経学会　2003.12.27　巻頭p3
4. ↑  関大校友会
5. ↑  関大校友会
6. ↑  以上につき「岡本先生の経歴」『三重法経　No122』三重短期大学法経学会　2003.12.27　巻頭p5
7. ↑  市長活動日記（平成25年11月）
8. ↑  “平成25年秋の叙勲 瑞宝中綬章受章者” (PDF).  内閣府. p. 4 (2013年11月3日). 2015年11月23日時点のオリジナルよりアーカイブ。2025年6月1日閲覧。